# Lepidapedon epinepheli
Lepidapedon epinepheli är en plattmaskart. Lepidapedon epinepheli ingår i släktet Lepidapedon och familjen Lepocreadiidae. Inga underarter finns listade i Catalogue of Life.